# ASV Nürnberg-Süd
Der ASV Nürnberg-Süd war ein deutscher Sportverein mit Sitz in der bayerischen Stadt Nürnberg.

## Geschichte
Die Fußball-Abteilung des Verein stieg zur Saison 1959/60 in die 1. Amateurliga Bayern auf. Mit 28:32 Punkten konnte der Verein über den zehnten Platz der Staffel Nord die Klasse auch halten. Aus dem Abstiegskampf kam die Mannschaft jedoch nie heraus und nachdem die Liga nach der Spielzeit 1962/63 eingleisig wurde, musste der Verein mit 18:46 Punkten über den 16. Platz in die Landesliga absteigen. Dort spielte der Verein dann noch bis zur Saison 1966/67, zu welcher sich dieser mit dem TSV 1873 Nürnberg zum SV 1873 Nürnberg-Süd zusammenschloss. Dieser Verein existierte dann noch bis zum Jahr 2014, in welchem er dann mit einem weiteren Verein zum ATV 1873 Frankonia Nürnberg e. V. fusionierte.